# Alap
Alap là một thị trấn thuộc hạt Fejér, Hungary. Thị trấn này có diện tích 48,29 km², dân số năm 2010 là 1983 người, mật độ 41 người/km².